# Combres
Combres település Franciaországban, Eure-et-Loir megyében. Lakosainak száma 553 fő (2022. január 1.). Combres Champrond-en-Gâtine, Thiron-Gardais és Saintigny községekkel határos.

## Népesség
A település népességének változása:
| Lakosok száma | 432  | 321  | 342  | 432  | 546  | 560  | 562  | 555  | 552  | 553  |
|               | 1968 | 1982 | 1990 | 2006 | 2013 | 2015 | 2017 | 2019 | 2020 | 2022 |